# Infancia clandestina
Infancia clandestina is een Argentijnse film uit 2011, geregisseerd door Benjamín Ávila.

## Verhaal
Het verhaal speelt zich af tijdens de Argentijnse militaire dictatuur (1976-1983). Een echtpaar guerrillastrijders uit Montoneros woont met hun twee kinderen in Cuba. Met de hulp van "Tío Beto" krijgen ze nieuwe identiteiten en keren ze terug naar Argentinië, met als doel deel te nemen aan het linkse tegenoffensief tegen de militaire junta. De gebeurtenissen worden verteld vanuit het oogpunt van Juan, een van de kinderen van het paar.

## Rolverdeling
| Acteur               | Personage |
| -------------------- | --------- |
| Natalia Oreiro       | Cristina  |
| César Troncoso       | Horacio   |
| Ernesto Alterio      | Tío Beto  |
| Teo Gutierrez Moreno | Juan      |
| Violeta Palukas      | María     |
| Cristina Benegas     | Abuela    |
| Mayana Neiva         | Carmen    |

## Ontvangst

### Recensies
Op Rotten Tomatoes geeft 40% van de 10 recensenten de film een positieve recensie, met een gemiddelde score van 5,75/10. Website Metacritic komt tot een score van 55/100, gebaseerd op 9 recensies, wat staat voor "mixed or average reviews" (gemengde of gemiddelde recensies)

### Prijzen en nominaties
De film won 22 prijzen en werd voor 18 andere genomineerd. Een selectie:
| Jaar | Evenement                      | Categorie                    | Genomineerde                    | Resultaat   |
| ---- | ------------------------------ | ---------------------------- | ------------------------------- | ----------- |
| 2012 | Premio Sur (7de editie)        | Beste film                   | Infancia clandestina            | Gewonnen    |
| 2012 | Premio Sur (7de editie)        | Beste regisseur              | Benjamín Ávila                  | Gewonnen    |
| 2012 | Premio Sur (7de editie)        | Beste acteur                 | Ernesto Alterio                 | Gewonnen    |
| 2012 | Premio Sur (7de editie)        | Beste actrice                | Natalia Oreiro                  | Gewonnen    |
| 2012 | Premio Sur (7de editie)        | Beste mannelijke bijrol      | César Troncoso                  | Gewonnen    |
| 2012 | Premio Sur (7de editie)        | Beste vrouwelijke bijrol     | Cristina Banegas                | Gewonnen    |
| 2012 | Premio Sur (7de editie)        | Beste debuterend acteur      | Teo Gutiérrez Moreno            | Genomineerd |
| 2012 | Premio Sur (7de editie)        | Beste debuterend actrice     | Violeta Palukas                 | Genomineerd |
| 2012 | Premio Sur (7de editie)        | Beste origineel scenario     | Benjamín Ávila, Marcelo Müller  | Gewonnen    |
| 2012 | Premio Sur (7de editie)        | Beste camerawerk             | Iván Gierasinchuk               | Genomineerd |
| 2012 | Premio Sur (7de editie)        | Beste montage                | Gustavo Giani                   | Gewonnen    |
| 2012 | Premio Sur (7de editie)        | Beste artdirector            | Yamila Fontan                   | Genomineerd |
| 2012 | Premio Sur (7de editie)        | Beste kostuums               | Ludmila Fincic                  | Gewonnen    |
| 2012 | Premio Sur (7de editie)        | Beste make-up                | Beata Wojtowicz                 | Genomineerd |
| 2012 | Premio Sur (7de editie)        | Beste geluid                 | Fernando Soldevila              | Gewonnen    |
| 2012 | Premio Sur (7de editie)        | Beste filmmuziek             | Pedro Onetto, Marta Roca Alonso | Genomineerd |
| 2013 | Premios Goya (27ste editie)    | Beste Ibero-Amerikaanse film | Infancia clandestina            | Genomineerd |
| 2013 | Cóndor de Plata (61ste editie) | Beste film                   | Infancia clandestina            | Gewonnen    |
| 2013 | Cóndor de Plata (61ste editie) | Beste regisseur              | Benjamín Ávila                  | Gewonnen    |
| 2013 | Cóndor de Plata (61ste editie) | Beste acteur                 | Ernesto Alterio                 | Genomineerd |
| 2013 | Cóndor de Plata (61ste editie) | Beste actrice                | Natalia Oreiro                  | Gewonnen    |
| 2013 | Cóndor de Plata (61ste editie) | Beste mannelijke bijrol      | César Troncoso                  | Genomineerd |
| 2013 | Cóndor de Plata (61ste editie) | Beste vrouwelijke bijrol     | Cristina Banegas                | Gewonnen    |
| 2013 | Cóndor de Plata (61ste editie) | Beste debuterend acteur      | Teo Gutiérrez Moreno            | Genomineerd |
| 2013 | Cóndor de Plata (61ste editie) | Beste origineel scenario     | Benjamín Ávila, Marcelo Müller  | Gewonnen    |
| 2013 | Cóndor de Plata (61ste editie) | Beste camerawerk             | Iván Gierasinchuk               | Genomineerd |
| 2013 | Cóndor de Plata (61ste editie) | Beste montage                | Gustavo Giani                   | Genomineerd |
| 2013 | Cóndor de Plata (61ste editie) | Beste artdirector            | Yamila Fontan                   | Genomineerd |
| 2013 | Cóndor de Plata (61ste editie) | Beste kostuums               | Ludmila Fincic                  | Genomineerd |
| 2013 | Cóndor de Plata (61ste editie) | Beste geluid                 | Fernando Soldevila              | Genomineerd |